# Ахаци Ґроховський
Ахаци Ґроховський гербу Юноша (пол. Achacy Grochowski; пом. 7 січня 1633) — польський шляхтич, державний та католицький релігійний діяч, латинський єпископ перемишльський, луцький. Брат львівського латинського архиєпископа Станіслава Ґроховського.

## Життєпис
Найстарший із шести синів Войцеха та його дружини Зофії з Монастирських гербу Пилява, внук Петра та його дружини Красіцької, мав посади королівського секретаря, пробоща в Ленчиці, Сандомирі, краківського каноніка
Був похований у родинному гробівці в Перемиській латинській катедрі.